# Departamento Bella Vista
Das Departamento Bella Vista liegt im Westen der Provinz Corrientes im Nordosten Argentiniens und ist eine von 25 Verwaltungseinheiten der Provinz.
Im Norden grenzt es an das Departamento Saladas, im Osten an das Departamento San Roque, im Süden an das Departamento Lavalle und im Westen, getrennt durch den Río Paraná, an die Provinz Santa Fe.
Die Hauptstadt des Departamento Bella Vista ist die gleichnamige Stadt Bella Vista am Río Paraná.

## Bevölkerung
Das Departamento Bella Vista hat nach Schätzungen des Instituto Nacional de Estadística y Censos de la Republica Argentina aus dem Jahre 2010 37.181 Einwohner auf einer Fläche von 1.695 km² und eine Bevölkerungsdichte von 21,9 Einw./km².

## Städte und Gemeinden
- Bella Vista